# Svartsjön (Vilhelmina socken, Lappland, 716252-158517)
Svartsjön är en sjö i Vilhelmina kommun i Lappland och ingår i Lögdeälvens huvudavrinningsområde. Sjön har en area på 0,508 kvadratkilometer och ligger 510 meter över havet. Svartsjön ligger i Arasjö Natura 2000-område.

## Delavrinningsområde
Svartsjön ingår i det delavrinningsområde (716214-158730) som SMHI kallar för Utloppet av Svartsjön. Medelhöjden är 541 meter över havet och ytan är 10,38 kvadratkilometer. Det finns inga avrinningsområden uppströms utan avrinningsområdet är högsta punkten. Vattendraget som avvattnar avrinningsområdet har biflödesordning 2, vilket innebär att vattnet flödar genom totalt 2 vattendrag innan det når havet efter 190 kilometer. Avrinningsområdet består mestadels av skog (43 procent) och sankmarker (52 procent). Avrinningsområdet har 0,51 kvadratkilometer vattenytor vilket ger det en sjöprocent på 4,9 procent.